# 布魯士·迪捷特
布魯士·迪捷特（英語：Bruce Djite，1987年3月25日—），是一名澳洲職業足球員，司職前鋒，現效力澳職球會阿德萊德聯。
2011年他從黃金海岸聯加盟，憑著不俗的速度和突破能力，不時會擔任翼鋒。2012年亞冠盃曾協助球隊打入8強。
1. ↑  . Goal.com.   [27 January 2013]. （原始内容存档于2020-02-02）.
2. 1 2 3  . National Football Teams. Benjamin Strack-Zimmerman.   [27 January 2013]., . Goal.com.   [27 January 2013]. （原始内容存档于2020-02-02）.